# Gaston Redon

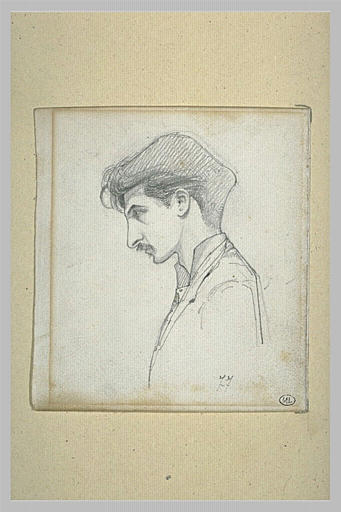
Porträt von Gaston Redon, Odilon Redon

Gaston Fernand Redon (* 28. Oktober 1853 in Bordeaux; † 20. November 1921 in Paris) war ein französischer Architekt und ab 1914 Mitglied der Académie des Beaux-Arts.

## Leben

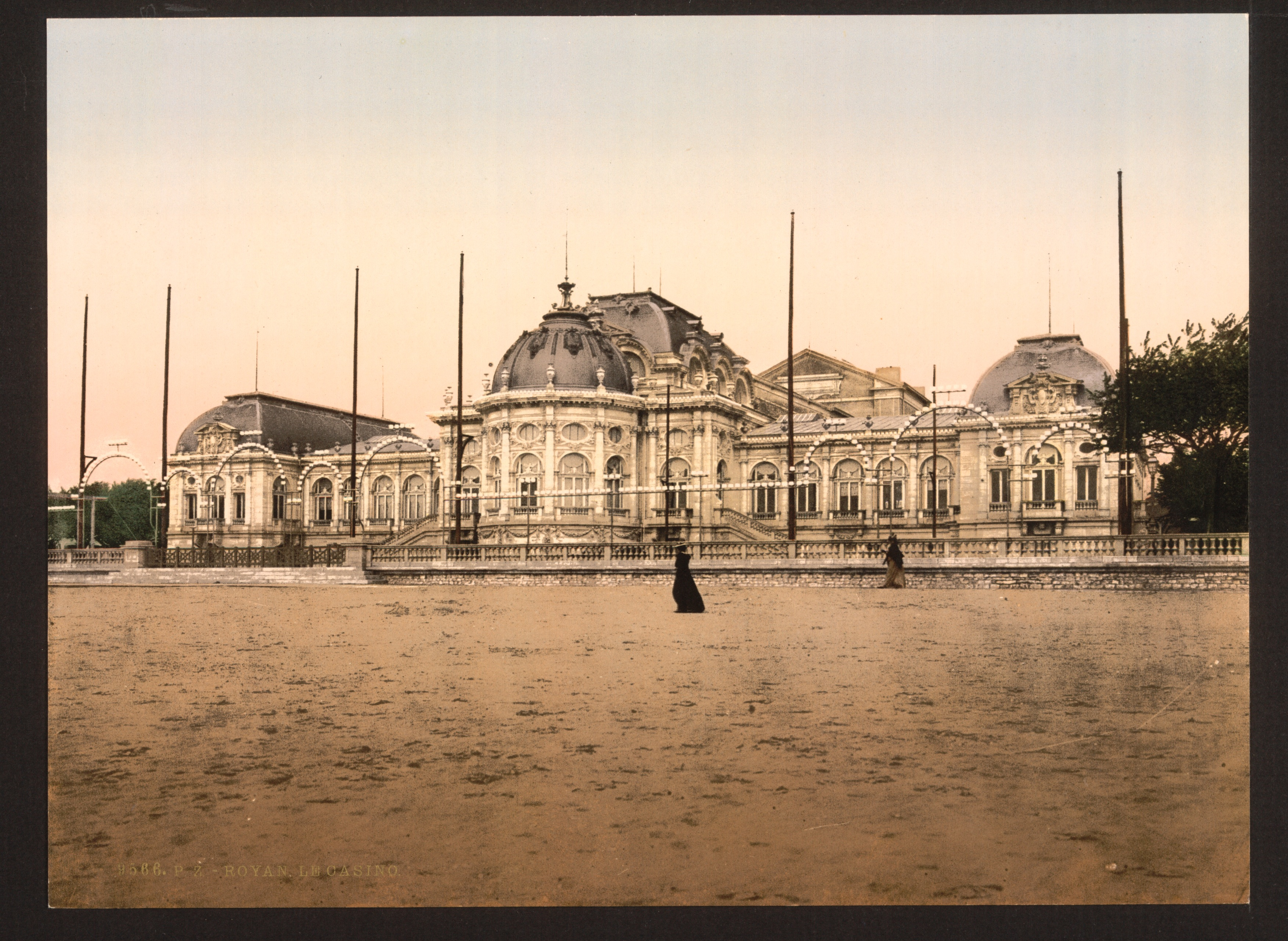
Das Casino municipal in Royan

Redon wurde als dritter Sohn des wohlhabenden Gutsbesitzers Bertrand Redon und dessen Frau Marie Guerin in Bordeaux geboren. Die Familie war künstlerisch veranlagt: Sein Bruder Odilon Redon wurde Künstler, der andere Bruder Ernest wurde Musiker. Redon besuchte die École nationale supérieure des beaux-arts de Paris, die er 1883 mit dem Diplom beendete. Noch im selben Jahr erhielt er den Prix de Rome. Zwischen 1884 und 1887 lebte Redon deshalb in der Villa Medici. Hier lernte er Claude Debussy kennen, mit dem ihn eine lebenslange Freundschaft verbinden sollte.
Nach seiner Rückkehr nach Paris wurde Redon Architekt der Regierung. Zunächst war er für die Herstellung von Goblins verantwortlich, später war er Architekt für die öffentlichen Gebäude in Paris. Redon war zuständig für den Ausbau des Rubens-Saals und des Van Dyck-Saals im Louvre und den Umbau und die Einrichtung des Musée des Arts décoratifs im Pavillon de Marsan im Jahr 1905. 1914 wurde er in die Académie des Beaux-Arts gewählt.
Intensiv widmete er sich der Lehre an der École nationale supérieure des beaux-arts: Gemeinsam mit Alfred Henri Recoura übernahm er 1891 die Werkstatt Coquart-Gerhardt und bildete dort Architekten wie Roger-Henri Expert, Albert Laprade, Léon Azéma und Michel Roux-Spitz aus.
Das Musée d’Orsay bewahrt viele seiner Zeichnungen mit fantastisch-surrealistischer Architektur auf.

## Gebäude (Auswahl)
- 1891: Grab von César Franck auf dem Friedhof Montparnasse
- 1896: Casino municipal in Royan (1945 abgerissen)
- 1900–1905: Musée des Arts décoratifs im Pavillon de Marsan des Louvre
- 1907–1910: Umbau des Hôtel de Montmorin zum Sitz des französischen Kolonieministeriums (heute: Ministerium für Überseeterritorien)